# Гестинкиль
Гестинки́ль (лезг. Гитин кьил) — горная вершина в Дагестане, Россия.

## География
Гора Гестинкиль расположена на юге Дагестана, в западной части Магарамкентского района. Относится к Самурскому хребту Кавказа. Высота горы — 2788 метров. Северный склон горы вздымается из Курахского района, западный из Ахтынского. Южное основание горы проходит по границе с Докузпаринским районом, по реке Самур. Населённые пункты на склонах горы отсутствуют. На восточном склоне стоит покинутое село Гапцах, ранее Докузпаринского, ныне Магарамкентского района.
На склонах берут начало многочисленные левые притоки реки Самур и правые притоки реки Гюльгерычай.

## Этимология
Гора расположена в этнической зоне проживания лезгин (Лезгистан), потому этимология напрямую связана с лезгинской лексикой  — «Гитин кьил», что дословно переводится как «Гора Кетов». Высшая точка горы имеет самостоятельное название — «Кетен кук», где  «кук» переводиться как «Высшая точка».

## Интересные факты
- Находясь на стыке четырёх районов и не имея вблизи визуальных преград, гора представляет собой удобную площадку для обзора Самурской долины и Кюры.
- В сёлах Самурской долины от Усухчая до Хлюта на рассвете солнце встаёт за Гестинкилем.
- В народе и среди туристов Гестинкиль также принято считать одним из символов села Ахты.